# Пеньки (Вадінський район)
Пеньки́ (рос. Пеньки) — присілок у складі Вадінського району Пензенської області, Росія.
Населення — 7 осіб (2010; 24 у 2002).
Національний склад станом на 2002 рік:
- росіяни — 100 %